# Astichus longevittatus
Astichus longevittatus är en stekelart som beskrevs av Masi 1925. Astichus longevittatus ingår i släktet Astichus och familjen finglanssteklar. Inga underarter finns listade.